# بئاتریس ماسیلینگی
بئاتریس ماسیلینگی (زادهٔ ۱۰ آوریل ۲۰۰۳) دوندهٔ سرعت نامیبیایی است. او در سن ۱۸ سالگی در المپیک ۲۰۲۰ توکیو در دوی ۲۰۰ متر در جایگاه ششم قرار گرفت و به همراه کریستین امبوما، دوندهٔ سرعتی نامیبیا و دارندهٔ مدال نقرهٔ نهایی، به فینال رسید. ماسیلینگی در دوی ۱۰۰ متر و ۲۰۰ متر در مسابقات جهانی زیر ۲۰ سال ۲۰۲۱، مدال نقره گرفت.
ماسیلینگی با امتیازهای ۵۰٫۴۲ و ۴۹٫۵۳ ثانیه به ترتیب در دسامبر ۲۰۲۰ و آوریل ۲۰۲۱ در مادهٔ ۴۰۰ متر، دومین سریع‌ترین زمان جهان زیر ۱۸ سال و سومین سریع‌ترین زمان جهان زیر ۲۰ سال در تاریخ را ثبت کرد.
هفته‌ها قبل از بازی‌های ۲۰۲۱ توکیو، اتحادیه بین‌المللی فدراسیون‌های دو و میدانی با توجه به مقررات آنان در مورد سطح تستوسترون برای ورزشکاران مبتلا به اختلالات جنسی XY، اعلام کرد که ماسیلینگی و امبوما هر دو مجاز به شرکت در مسابقات بین ۴۰۰ متر تا یک مایل تحت رده‌بندی زنان نیستند.

## سال‌های اولیه
ماسیلینگی در ۱۰ آوریل ۲۰۰۳ در کاتیما مولیلو، شهری در منطقهٔ زامبزی نامیبیا به دنیا آمد. او توسط مادربزرگش الیزابت مووی کاموی بزرگ شد و در کالج کشاورزی گروتفونتین در شهر گروتفونتین تحصیل کرد.

## حرفه

### نوجوانی
در ماه مهٔ ۲۰۱۹، ماسیلینگی ۱۶ ساله چهار مدال طلا را در بازی‌های مدرسهٔ کوساسا در مانزینی، اسواتینی به دست آورد و رکوردهایی را در ۱۰۰، ۲۰۰ و ۴۰۰ متر به ثبت رساند. در ماه ژوئیه، در مسابقات دو و میدانی قهرمانی آفریقای جنوبی در موکا، موریس، او مدال طلا را در دوی ۲۰۰ و ۴۰۰ متر به دست آورد و مسافت قبلی بهترین فردی را ۲۳٫۷۶ ثانیه تعیین کرد.او در بازی‌های آفریقایی ۲۰۱۹ در رباط مراکش در ماه اوت شرکت کرد و در مادهٔ ۴۰۰ متر با زمان ۵۲٫۵۶ ثانیه هفتم شد.
در ۷ مارس ۲۰۲۰، این دوندهٔ سرعت بهترین زمان شخصی جدید خود را با ۵۲٫۱۹ ثانیه در سواکوپموند، نامیبیا ثبت کرد. در ۳ اکتبر، ماسیلینگی در مسابقهٔ کیپ کینو کلاسیک در نایروبی، کنیا شرکت داشت و پیشرفت زیادی کرد و بهترین رکورد زیر ۱۸ سال آفریقا و رکورد بزرگسالان نامیبیا ۵۰٫۹۹ ثانیه را به نام خود ثبت کرد.پس از آن، یک بورس تحصیلی کامل از دانشگاه اوکلاهاما به او پیشنهاد شد.او در ماه نوامبر در مسابقات قهرمانی نامیبیا در ویندهوک در دوی ۱۰۰، ۲۰۰ و ۴۰۰ متر مدال طلا گرفت.در دسامبر، او در این رویدادها به ترتیب به ۱۱٫۳۸ ثانیه (ویندهوک)، ۲۲٫۷۱ ثانیه (پرتوریا)، ۵۰٫۴۴ ثانیه و سپس ۵۰٫۴۲ ثانیه (پرتوریا) برتری یافت. نتیجهٔ او در ۴۰۰ متر قهرمانی جهان در سال ۲۰۲۰، رکورد ملی بزرگسالان جدید و همچنین رکورد زیر ۲۰ سال آفریقا بود.

#### ۲۰۲۱

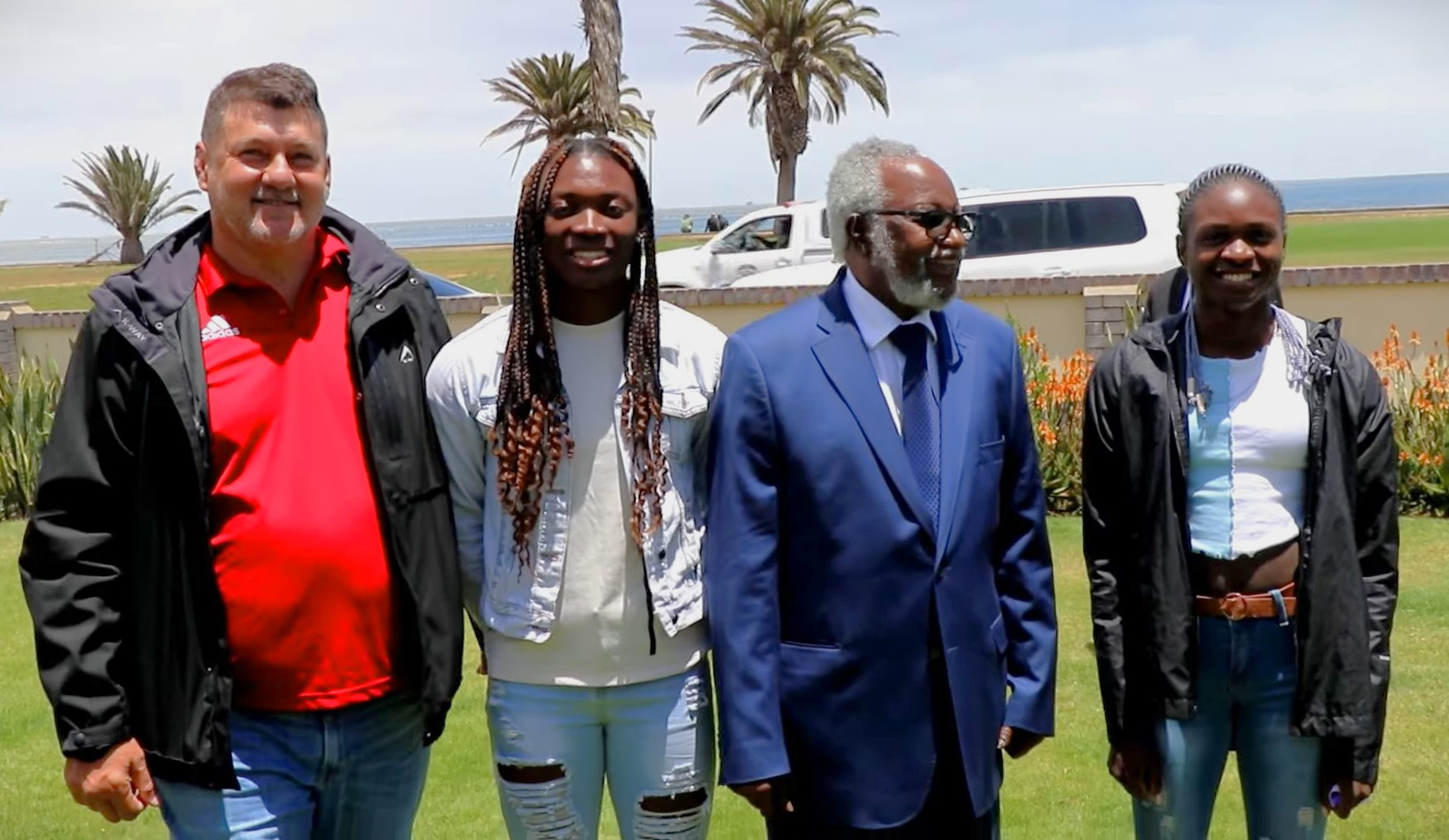
از چپ به راست: مربی هنک بوثا، ماسیلینگی، رئیس سابق سام نوجوما، دونده کریستین امبوما در بنیاد سام نوجوما، والویس بی، در سال ۲۰۲۱.

در ۱۰ آوریل، در مسابقهٔ آل کامرز میت در لوساکا، زامبیا، ماسیلینگی رکورد جدیدی را در مسابقات شخصی و نامیبیا در ۲۰۰ متر با ۲۲٫۷۲ ثانیه به نام خود ثبت کرد. در ۱۱ آوریل، او بهترین زمان خود را در ۴۰۰ متر به ۴۹٫۵۳ ثانیه کاهش داد؛ سومین سریعترین زمان زیر ۲۰ سال جهان در تاریخ. او تنها به هموطن خود کریستین امبوما باخت که رکورد غیررسمی زیر ۲۰ سال جهان را ثبت کرده بود.در ۲۰ ژوئن، ماسیلینگی بازی خود را در اروپا در یادبود کوسوسینسکی در خوژوف لهستان برقرار کرد و در ۴۰۰ متر با زمان ۴۹٫۸۸ ثانیه پیروز شد. او رکورد استادیوم را به نام خود ثبت کرد و زمان او تنها ۰٫۱۳ ثانیه کمتر از مسابقهٔ سال ۱۹۷۶ و رکورد جهانی ۴۹٫۷۵ ثانیه بود که توسط ایرنا شوینسکا در ۳۰ سالگی ثبت شده بود.
او از مسابقه ۴۰۰ متر در المپیک ۲۰۲۰ توکیو انصراف داد؛ فدراسیون دو و میدانی نامیبیا اعلام کرد که او در مادهٔ ۲۰۰ متر شرکت خواهد کرد که او نیز برای آن واجد شرایط است.در این بازی، ماسیلینگی در ۲۰۰ متر زنان در جایگاه ششم قرار گرفت و بهترین زمان شخصی را ۲۲٫۲۸ ثانیه در فینال ثبت کرد.

## اختلاف نظر در مورد سطح تستوسترون
در ژوئیه ۲۰۲۱، کمیتهٔ ملی المپیک نامیبیا اعلام کرد با توجه به قوانین جهانی دو و میدانی که در سال ۲۰۱۸ ارائه شده، ورزشکاران دارای اختلالات رشد جنسی خاص که در مسابقات دوی زنان از ۴۰۰ متر تا یک مایل شرکت می‌کنند، نمی‌توانند سطح تستوسترون خونشان بالاتر از ۵ نانومول در لیتر باشد، بنابراین ماسیلینگی و کریستین امبوما، دوندهٔ سرعتی نامیبیا، اجازه ندارند در مادهٔ ۴۰۰ متر در المپیک توکیو شرکت کنند.ماسیلینگی و امبوما در اوایل سال ۲۰۲۱ در یک کمپ آموزشی در ایتالیا تحت ارزیابی پزشکی قرار گرفتند که در آن تستوسترون آنها به دلیل یک بیماری ژنتیکی طبیعی، مثبت اعلام شد.هر دوی ورزشکار قبل از ارزیابی، از این وضعیت بی‌اطلاع بودند.
شباهت‌هایی بین ماسیلینگی، امبوما و کستر سمنیا انجام گرفت؛ دوندهٔ دوی نیمه‌استقامت آفریقایی جنوبی که برجسته‌ترین ورزشکاری بود که تحت تأثیر تغییر قوانین جهانی دو و میدانی ۲۰۱۸ قرار گرفت و همچنین در المپیک ۲۰۲۰ شرکت نکرد.جنجال در مورد کناره‌گیری ماسیلینگی بر این واقعیت متمرکز بود که قانون ۲۰۱۸ در مورد سطح تستوسترون به صراحت در مورد ورزشکاران بیناجنس دارای اختلالات رشد جنسی مانند سمنیا اعمال می‌شود، در حالی که آبنر ژواگوپ، رئیس کمیتهٔ ملی المپیک نامیبیا، ابتدا در یک کلیپ صوتی گفت که ماسیلینگی و امبوما «کروموزوم XX دارند.»با این حال، مقررات جهانی دو و میدانی مورد بحث، فقط برای ورزشکارانی با کاریوتایپ XY و تشخیص اختلالات رشد جنسی اعمال می‌شود و اظهارات ژوآگوب را مورد تردید قرار می‌دهد.ژوآگوب همچنین اتحادیه بین‌المللی فدراسیون‌های دو و میدانی را به نقض توافقنامه محرمانه در مورد نتایج ارزیابی اولیهٔ پزشکی متهم کرد.قبل از المپیک توکیو، کمیتهٔ ملی المپیک نامیبیا با صدور بیانیه‌ای رسمی، ارزیابی اتحادیه دو و میدانی جهانی را تأیید کرد و در عین حال اعلام کرد که ورزشکاران قبلاً از وضعیت خود بی‌اطلاع بوده‌اند.